# Ievdokia Nossal
Ievdokia Ivànovna Nosal, rus: Евдокия Ивановна Носаль, ucraïnès: Євдокія Іванівна Носаль Ievdokia Ivànivna Nosal (13 de març de 1918 - 23 d'abril de 1943) fou una aviadora soviètica, comandant adjunta d'esquadró del 46è Regiment «Taman» de Guàrdies de Bombarders Nocturns. Va rebre pòstumament el títol d'Heroïna de la Unió Soviètica el 24 de maig de 1943 pel "compliment exemplar de les missions encomanades i la demostració de coratge i heroisme en les batalles contra els invasors feixistes alemanys". Fou la primera dona pilot a ser guardonada amb aquest títol durant la Segona Guerra Mundial.

## Biografia
Va néixer el 13 de març de 1918 al poble de Burtxak, ara raion de Mikkàilivka de l'óblast de Zaporíjia d'Ucraïna, en una família camperola.
Després de graduar-se a l'escola, es va traslladar a Mikolaiv. El 1936 es va graduar a l'Escola Tècnica Pedagògica de la ciutat, i hi va treballar com a mestra. Després de graduar-se a l'aeroclub de Kherson el 1940, va treballar com a instructora de vol de l'aeroclub de Mikolaiv. Es va unir a l'exèrcit el 1941, coincidint amb la invasió alemanya de Rússia.i fou enviada al Front Sud el maig de 1942 després de completar la seva formació a l'Escola d'Avicació Militar d'Engels. Va ser guardonada amb l'Orde de l'Estrella Roja el 9 de setembre de 1942;després de realitzar 215 sortides de combat i llançar 31,276 kg de bombes a l'Eix, el 31 de desembre de 1942 se li va atorgar l'Orde de la Bandera Roja.
La nit del 22-23 d'abril de 1943, en tornar d'una missió de combat, el Polikàrpov Po-2 pilotat per Nossal va ser atacat per un Messerschmitt Bf 110 alemany. Un fragment de metralla va colpejar Nossal a la templa i la matar instantàniament. La seva navegant, Glafira Kaixirina,va aconseguir fer-se càrrec dels controls i aterrar l'avió amb seguretat a l'aeròdrom de destinació. Ievdokia Nossal és enterrada en una fossa comuna al poble de Pàixkovski (actualment un microdistricte del krai de Krasnodar, a Rússia) al costat de les també pilots del regiment Polina Makogon, Lídia Svistunova i Iúlia Pàixkova.

## Condecoracions
- Heroïna de la Unió Soviètica[9]
- Orde de Lenin[9]
- Orde de la Bandera Roja[6]
- Orde de l'Estrella Roja[5]